# Pónyik
A pónyik Erdélyből származó, már a 16. század elején említett régi magyar almafajta, „az erdélyi almák királya”. Gyümölcse nagy méretű, héja zöldessárga, húsa édes-savas ízű.

## Története
A vadalmából nemesített pónyikot már az 1508-ban másolt Döbrentei-kódex (Ha az panika almák viragoztak) és az 1529–1531-ben keletkezett Érsekújvári kódex (ha nemzettenek az ponika almaak) is említi. Egyesek szerint Alsó-Fehér vármegyében, a Maros völgyében keletkezett, bár mások a jelenleg Szlovákiában található Pónikból eredeztetik.
A 18. században népszerű fajta volt; a tanulmányaiból hazatérő Bolyai Farkas domáldi birtokán létesített faiskolájában is meghonosította, és végrendeletében meghagyta, hogy sírja felé is egy pónyik almafát ültessenek (ezt az utókor teljesítette, és ma is ilyen fa áll a Bolyaiak sírjánál a marosvásárhelyi református temetőben).
Első tudományos leírását Nagy Ferenc készítette a 19. század közepén, aki úgy vélekedett, hogy ez „az erdélyi almák királya”.

### Elnevezései
A pónyik különböző írásmódjain kívül (poinic, Poinikapfel stb) feljegyezték még a pojenics, török mocskotár, bojapa neveket is.
A szó eredete nem tisztázott. Egyesek Pónik (vagy egy hasonló nevű Kárpát-medencei falu) nevével hozzák kapcsolatba. Mások feltételezték, hogy a román poiana mică (kis tisztás) kifejezésből ered, mivel állítólag a vadon növő pónyikot egy tisztáson fedezték fel; ez azonban nem valószínű, mivel a gyümölcsfajták nevei tulajdonnevekre alapulnak, a poiana mică → pónyik hangváltozás pedig amúgy sem reális.

## Jellemzői
Téli, sokoldalúan felhasználható alma; kiválóan alkalmas asztali, piaci, és háztartási célokra. Az érett gyümölcs nagy méretű, héja zöldessárga, húsa tömött, fűszeres, édes-savas ízű.

### Termesztése
Fája nagyra nő, a magasabb vidékeket és a nyirkos talajt kedveli, az alföldön nem terem meg. Május közepén virágzik, a gyümölcs október közepén érik be. Hazánkban Észak-Magyarországon és a Nyírségben termesztik, Erdélyben pedig főleg Maros, Kolozs, Beszterce megyékben elterjedt.